# Guamaggiore

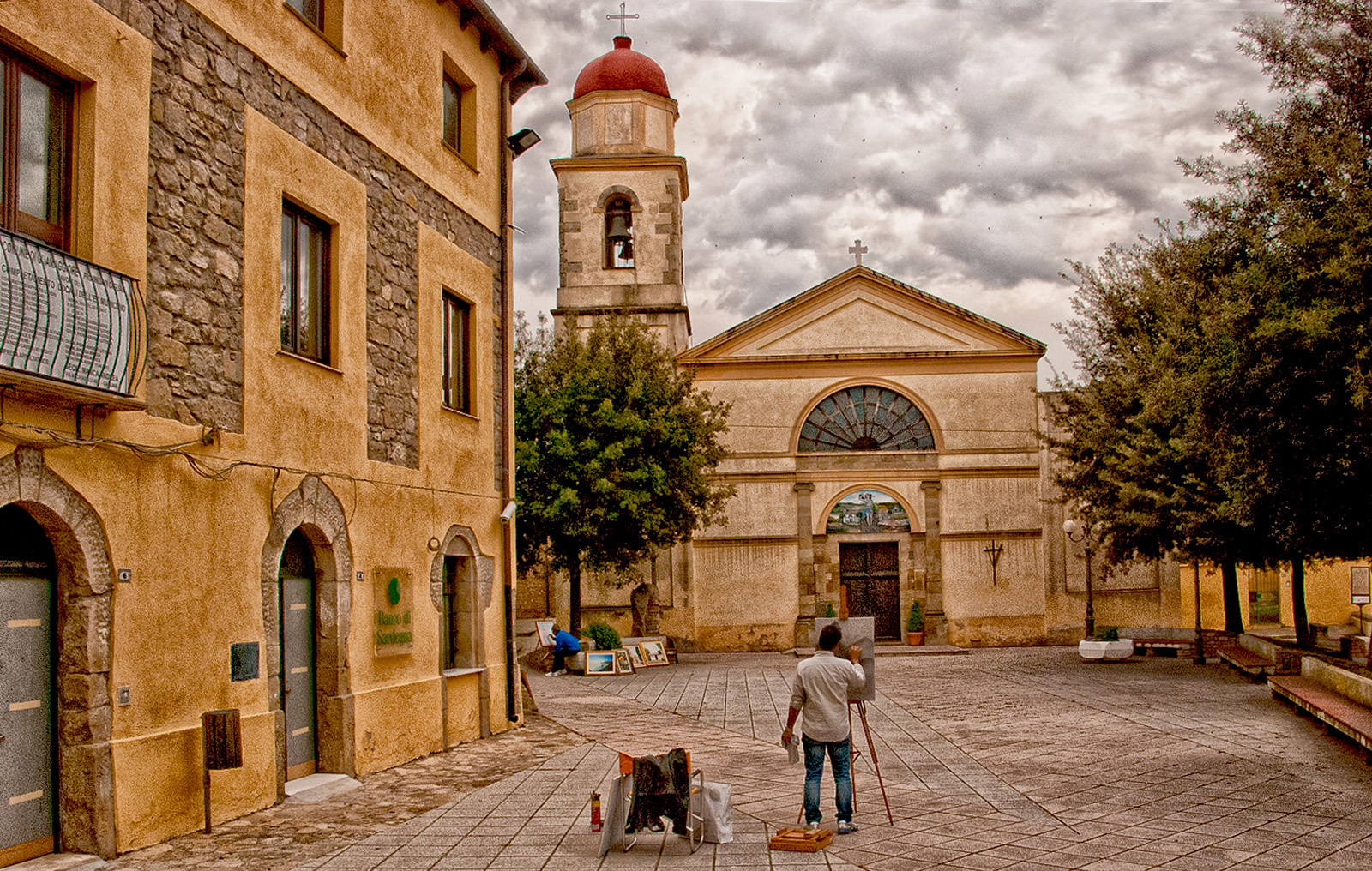
Die Kirche in Guamaggiore (2014)

Guamaggiore ist eine italienische Gemeinde in der Metropolitanstadt Cagliari in der Region Sardinien mit 894 Einwohnern (Stand 31. Dezember 2023).
Die Gemeinde liegt etwa 40 km nördlich von Cagliari und umfasst ein Gebiet von 16,8 km². Die Nachbargemeinden sind Gesico, Guasila, Ortacesus und Selegas.